# Machine à tricoter

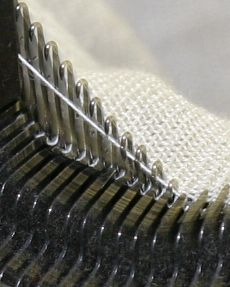
machine industrielle en action

Une machine à tricoter est une machine, d'usage domestique ou industriel, qui exécute mécaniquement le tricotage. 
Les machines à tricoter sont soit à usage industriel, soit à usage domestique et là encore, soit reproduisent le tricot circulaire, soit le tricot à plat.

## Histoire
Les machines les plus anciennes permettaient uniquement de produire des bas et reposaient sur le tricot circulaire. Plus tard ont été inventées des machines reproduisant le tricot à plat.
- 1561 : le révérend anglais William Lee met au point un métier à tricoter les bas. La reine Élisabeth Ire d'Angleterre lui refuse le brevet, craignant les effets sur l'industrie du tricot. En 1589, il s'installe en France où il construit une manufacture de bas financée par le roi Henri IV.
- 1858 : Matthew Townsend brevète l’aiguille à clapet. (Aux États-Unis, James Hibbert obtient l'US patent 6,025 le 9 janvier 1849[1])

## Technique
Tricoter à la machine et tricoter à la main sont deux techniques très distinctes l'une de l'autre. 
Une aiguille à clapet (une aiguille présentant à l'une de ses extrémités un crochet fermé par un clapet) par maille. Chaque aiguille retient une maille, tous les crochets étant ouverts, on fait passer un fil sur tous les crochets, on tire en arrière un à un chaque crochet qui se ferme et tire le fil dans la maille pour former une nouvelle maille.